# Santa Rosa (cantão)
Santa Rosa é um cantão do Equador localizado na província de El Oro.
A capital do cantão é a cidade de Santa Rosa.